# Dr. Steel
Dr. Steel («Доктор Сталь», повне ім'я Доктор Фінес Вальдольф Стіл; англ. Doctor Phineas Waldolf Steel) — американський музикант і інтернет-знаменитість з міста Лос-Анджелес.

## Музична кар'єра
Dr. Steel почав публічно виступати в 1999 році, по суті співаючи на вулицях Лос-Анджелеса. Через кілька років він почав виступати на таких майданчиках, як The Key Club і ЦРУ. Його живі шоу поєднують музику з ляльковою майстерністю та відеопроекцією, що відображає історії та значення пісень.
У 2001 та 2002 роках було випущено альбоми Dr. Steel (2001), Dr. Steel II: Eclectic Boogaloo (2001) та People of Earth (2002) в iTunes, Amazon та інших магазинах. Колекція Dr. Steel Collection (2004) стала першим релізом компакт-дисків, що включало багато треків, які були випущені на інших альбомах, трохи змінені.
Другий реліз від Steel був «The Dr. Steel Read-A-Long Album» (2006). Він був обмежений і швидко розпроданий. У 2007 році Steel перевидала перші три альбоми, ще раз у цифровому форматі.

### Музичний стиль
Музика Dr. Steel має змішаний характер, зазвичай він з'єднує промислові звуки з народною, класичною музикою або навіть джазом. Крім цього, багато його альбомів концептуальні і мають речитатив в піснях, що дозволяє відносити його творчість до хіп-хоп опери, або як висловився журналіст журналу «Rue Morgue Magazine» «індустріальної хіп-хоп опері».

### Відхід
У 2010 році Dr. Steel оголосив про плани розпочати роботу над новим альбомом під назвою «Тоймонгер». Однак у липні 2011 року, після тривалого мовчання від нього, було оголошено про те, що Dr. Steel пішов у відставку.

## Дискографія
- Dr. Steel (2001)
- Dr. Steel II: Eclectic Boogaloo (2001)
- People of Earth (2002)
- The Dr. Steel Collection (2004)
- Dr. Steel Read-A-Long (2006)